# Frederik Christian Lund
Frederik Christian Lund, född 14 februari 1826, död 31 oktober 1901, var en dansk målare.

## Biografi
Lund verkade som porträtt-, historie- och genremålare. Åren 1854-1860 tillkom hans akvarellteckningar över danska nationaldräkter (utgivna i färglitografi 1861, originalen på Nationalmuseum). Inom samma område rörde han sig, då han till världsutställningen 1878 i Paris utförde en stor kartong, Tåg av danska bönder. Hans främsta konstnärliga bidrag var takmålningarna i Viborgs domkyrka.
Han tilldelades Litteris et Artibus 1861.

## Utmärkelser
- Dannebrogsmännens hederstecken,  1849[1]
- Litteris et Artibus,  1861
- Riddare av Dannebrogorden,  1876[1]

[Redigera Wikidata]